# Irene Marhold
Irene Marhold (* 25. Juli 1932 in Frankfurt am Main; † 25. November 2017 in Stuttgart-Sillenbuch) war eine deutsche Schauspielerin bei Bühne, Film und Fernsehen.

## Leben und Wirken
Marhold begann nach ihrer künstlerischen Ausbildung zunächst beim Fernsehen und wurde 1954 in der ersten deutschen TV-Serie Die Familie Hesselbach besetzt. Ein Jahr darauf gab sie am Theater am Roßmarkt ihrer Heimatstadt Frankfurt mit Thornton Wilders „Die Heiratsvermittlerin“ ihr Bühnendebüt. Es folgten Verpflichtungen vor der Kamera (vor allem für Fernsehspiele, seltener für Kinoproduktionen wie etwa Königin Luise, wo Irene Marhold die Kronprinzessin Friederike verkörperte) wie auch an der Bühne, wo man die Künstlerin in den folgenden Jahrzehnten u. a. an Spielstätten in den bundesrepublikanischen Städten Wiesbaden, erneut Frankfurt, Darmstadt, Hannover und Hersfeld sehen konnte.
Vor allem in den 1960er und 1970er Jahren gehörte Irene Marhold zu den gefragten Schauspielerinnen des Landes und beteiligte sich auch mehrfach an Hörspielproduktionen, darunter auch eine Reihe von Märchen-Hörbüchern. In den 1980er Jahren sah man die Künstlerin kaum mehr auf der Mattscheibe, ehe sie sich komplett ins Privatleben zurückzog. Irene Marhold war mit dem Drehbuchautor, Filmproduzenten und einstigen SWR-Fernsehspielchef (1961 bis 1985) Reinhart Müller-Freienfels (1925–2010) verheiratet und lebte zuletzt zurückgezogen in Stuttgart-Sillenbuch.

## Filmografie
- 1954: Die Familie Hesselbach
- 1955: Seit Adam und Eva
- 1955: Die Familie Hesselbach im Urlaub
- 1956: Der Hexer
- 1956: Königin Luise
- 1962: Egmont
- 1963: Die Schmetterlingsschlacht
- 1963: Don Carlos – Infant von Spanien
- 1964: Das Kriminalmuseum (TV-Serie, eine Folge)
- 1964: Zweierlei Maß
- 1965: Der Sündenbock
- 1965: Komödie der Irrungen
- 1966: Das Mißverständnis
- 1966: Der Raub der Sabinerinnen
- 1968: Der Nachruf
- 1969: Michael Kohlhaas
- 1970: Varna
- 1972: Ein Toter stoppt den 8 Uhr 10
- 1972: Privatdetektiv Frank Kross (TV-Serie, eine Folge)
- 1973: Der Teufelsschüler
- 1973: Mit der Liebe spielt man nicht
- 1973: Tatort: Cherchez la femme oder Die Geister vom Mummelsee
- 1974: Der Verrat
- 1974: Der Kommissar (TV-Krimiserie, eine Folge)
- 1975: Rufzeichen
- 1975: Es fängt ganz harmlos an
- 1976: Inspektion Lauenstadt (TV-Serie, Folge: Zwei Hinterbliebene)
- 1977: Nachkommenschaften
- 1977: Tatort: Der vergessene Mord
- 1978: Eine seltsame Bescherung
- 1979: Bellas Tod
- 1981: Die Versuchung
- 1988: Romeo mit grauen Schläfen